# Onze-Lieve-Vrouw-van-Zeven-Smartenkapel (Broekhuizenvorst)

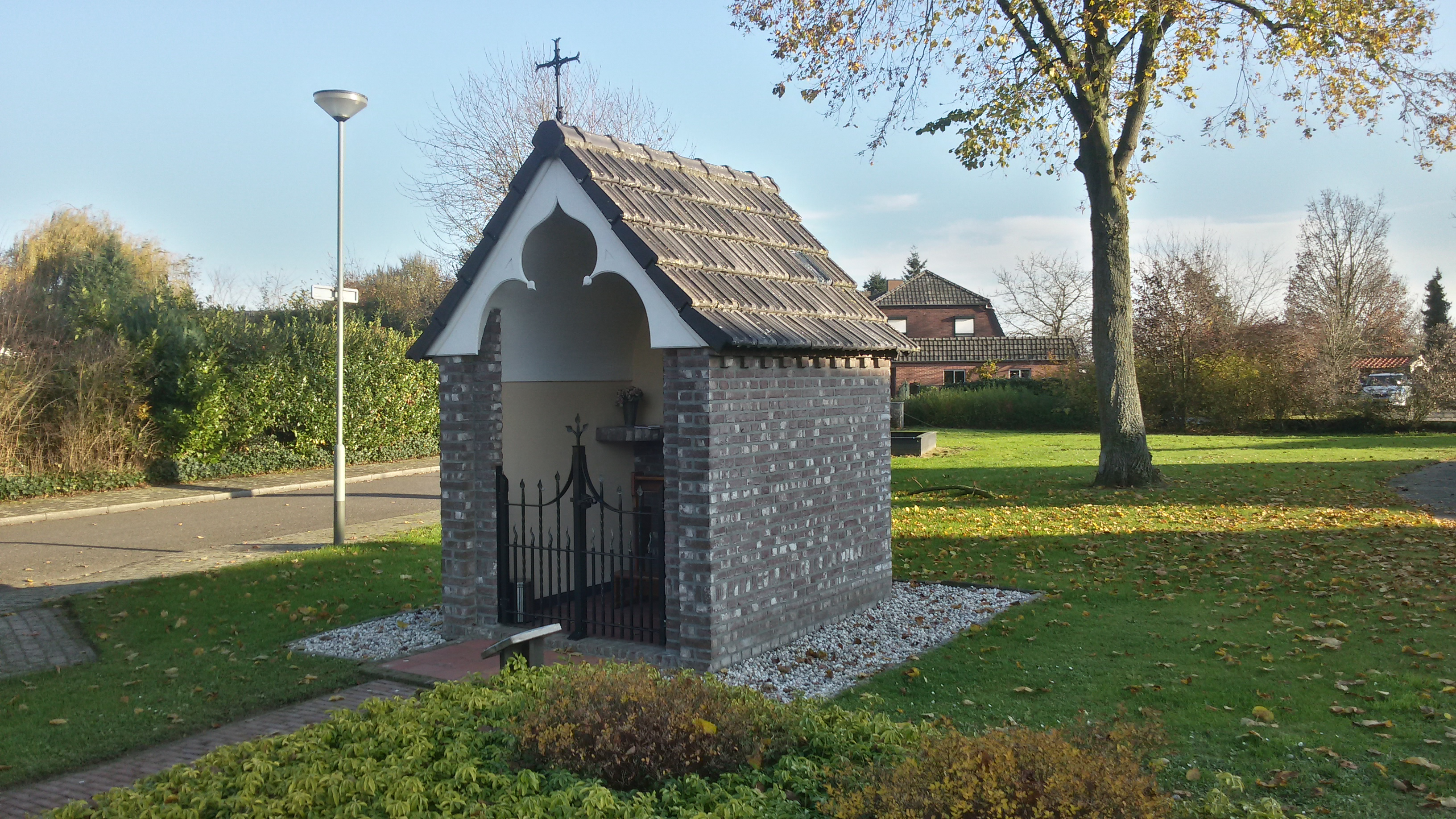
De Onze-Lieve-Vrouw-van-Zeven-Smartenkapel

De Onze-Lieve-Vrouw-van-Zeven-Smartenkapel is een kapel in Broekhuizenvorst in de Nederlands Noord-Limburgse gemeente Horst aan de Maas. De kapel staat aan de zuidkant van het dorp op de hoek van de Broekhuizerweg, de Burgemeester Hermansstraat en de Kapelstraat. 
De kapel is gewijd aan Maria, specifiek aan Onze-Lieve-Vrouw van Zeven Smarten.

## Geschiedenis
Op een oude kaart uit 1850 stond er een kapel aangeduid ter plaatse van waar de Roathweg uitkomt op de Broekhuizerweg.
Vroeger voerde jaarlijks op de tweede zondag na Pinksteren en met Maria Hemelvaart (15 augustus) een processie door het dorp gehouden, waarbij men tegenover de pastorie (Kapelstraat 1) een rustaltaar bouwde.
Rond 1895 werd door de families Coppus en Freulich besloten om op de hoek van de Broekhuizerweg en de Kapelstraat een permanente kapel op te richten. In de kapel stond een beeld van lindenhout dat stamde van rond 1700 en mogelijk afkomstig is van de kapel die aan het begin van de Roathweg gestaan heeft.
In november 1944 raakte de kapel tijdens de bevrijding in de Tweede Wereldoorlog beschadigd. In 1946 werd de schade hersteld.
In 1964 werd de weg verbreed en moest de kapel hiervoor wijken. Men was voornemens een nieuwe kapel te bouwen, maar de Mariaprocessie afgeschaft en de Sacramentsprocessie die een andere route kreeg, vond men het niet meer nodig de kapel te herbouwen. Om de kapel in herinnering te houden kreeg de straat de naam Kapelstraat. Tussen 1988 en 2001 stond het beeld van Onze-Lieve-Vrouw van Zeven Smarten in de Onze-Lieve-Vrouw-van-Lourdeskapel.
In 1985 werd door de Historische Kring een wegkruis opgericht nabij de plaats waar de kapel gestaan.
In 2004 werd de kapel alsnog door vrijwilligers herbouwd.

## Bouwwerk
De open bakstenen kapel is opgetrokken op een rechthoekig plattegrond en wordt gedekt door een zadeldak met pannen. De kapel heeft geen vensters en boven de frontgevel is op de nok van het dak een metalen kruis geplaatst. In de frontgevel bevindt zich de driebladboogvormige toegang die wordt afgesloten met een laag smeedijzeren hek.
Van binnen is de kapel gepleisterd, waarbij de wanden licht geel geschilderd zijn en het spitstongewelf wit geschilderd is. Tegen de achterwand is een massief bakstenen altaar gemetseld dat aan de voorzijde een segmentboogvormige uitsparing heeft. Boven het altaar is in de achterwand met een rand van bakstenen een spitsboogvormige nis aangebracht, de wordt afgesloten met een glazen deurtje. In de nis staat een houten beeld van Maria met de gestorven Christus op haar schoot. Boen de nis is een banderol aangebracht met daarop een tekst:

Maria Moeder van smarten
bid voor ons